# Койлуото
Ко́йлуото (фин. Koiluoto) — остров в заливе Виролахти Финского залива Балтийского моря, разделённый государственной границей между Россией и Финляндией.
Длина острова около 200 м, ширина около 110 м. На острове выделяются два холма высотой 2,9 и 3,1 м.
Остров расположен на выходе из залива Виролахти между островами Рянтиэ и мысом Карингонниеми острова Большой Пограничный. У острова много подводных и надводных камней. Глуби́ны у острова от 1,8 м в северо-западной части до 5,8 в юго-восточной.
Остров Койлуото является одним из самых малых по площади среди морских островов, разделённых между странами.